# José del Barrio Navarro
José del Barrio Navarro (Valladolid, 1909 - París, 1989) fou un dirigent obrer i polític català, militar que arribà al grau de tinent coronel de la República durant la Guerra Civil espanyola i militant comunista dissident i socialista en l'exili.

## Biografia
Metal·lúrgic d'ofici, metal·lúrgic d'ofici, va néixer l'any 1907 a Valladolid però la seva vida política es va desenvolupar molt aviat a Catalunya. Fill d'un ferroviari republicà, durant els anys 1915 al 1919 es va traslladar a Barcelona per motius econòmics. Amb 16 anys, poc abans del cop d'estat de Primo de Rivera, va començar a militar a la Confederació Nacional del Treball i un any després, militant ja del Partit Comunista, va tornar a Barcelona. Es va afiliar a les Joventuts Comunistes  i va col·laborar en l'organització d'una nova Federació Comunista Catalanobalear. L'any 1927 fou designat secretari general de la Unión de Juventudes Comunistas de España i es va traslladar a Bilbao. El 1928, va ser nomenat secretari d'organització de la Federació Comunista Catalanobalear i va anar com a únic representant del PCE al VI Congrés de la Internacional Comunista a Moscou. De retorn a Barcelona, va entrar a treballar a Lamparas Z i va ser secretari del Sindicat de la Metal·lúrgia de la CNT. El 1933, però, va ser expulsat del sindicat per haver-se presentat com a candidat pel Partit Comunista a les eleccions a diputat d'aquell any. El 1932 va participar en la formació del Partit Comunista de Catalunya i va ser membre del seus comitès central i executiu. El 1934 es va afiliar a la Unió General de Treballadors, i va tornar a Moscou com a delegat del PCE per discutir amb la Internacional Comunista els problemes de la revolució a Espanya. En tornar va ser elegit secretari general de la UGT i el juliol del 1936 va participar en la fundació del Partit Socialista Unificat de Catalunya.

### Participació en la Guerra Civil espanyola
Fou un dels dos representants de la UGT al Comitè de Milícies Antifeixistes de Catalunya i organitzador de la Columna Carles Marxa l'inici de la Guerra Civil espanyola, la qual va mirar de deturar l'ocupació franquista del front d'Aragó i va combatre la insurrecció a la ciutat d'Osca.
Quan es van produir els Fets de Maig i va ser assassinat el secretari general de la UGT a Catalunya, va ser cridat del front per reemplaçar-lo, però el neguit de les armes no li va deixar establir-se en les activitats sindicals i un altre cop es va incorporar a la 27ª divisió que va ser d’on van sortir tots els caps militars per la formació del 23è cos de l’Exèrcit. Posteriorment dirigiria la 124a Brigada Mixta dins de la 27a Divisió Republicana i la mateixa 27a Divisió el Setembre de 1937.
El 1937 va presidir la I Conferència Nacional del PSUC a Barcelona i va ser nomenat membre del comitè executiu del partit. D'aquesta època daten els primers conflictes amb altres quadres militars del PCE, com Enrique Líster i Juan Modesto, així com amb dirigents de l'exterior com Palmiro Togliatti, que l'acusaven de desviacionista-nacionalista-petitburgès i de sectari. Una de les divergències més sonades fou sobre el seu projecte, ideat juntament amb Juan Perea Capulino, de concentrar tots els esforços possibles per mantenir un cap de pont alliberat al Pirineu català, per tal que la República disposés d'un territori des del qual encapçalar la recuperació d'Espanya quan es desencadenés la guerra mundial.
Més tard, va dirigir el XVIII Cos d'Exèrcit a la batalla de l'Ebre amb el grau de tinent coronel.

### Exil i expulsió del PSUC
El febrer de 1939 va travessar la frontera francesa i va ser internat al camp de Sant Cebrià. Des de l'exili a França va proposar, juntament amb altres militants del PSUC (Benejam, Garcia Matas, Perramon),  la convocatòria d'una reunió (Comitè Central d'Anvers celebrat a París el mes de març de 1939) per mirar d'esbrinar la responsabilitat del partit en la derrota militar. En aquesta mateixa reunió va defensar el PSUC com a partit nacional i independent del PCE i va ser elegit membre del consell executiu.
Després va estar exiliat a Moscou i Xile. Com molts altres militants del PSUC i del PCE es va mostrar molt crític amb el pacte germanosoviètic fins que, al 1943, va ser finalment expulsat del partit.
Va fundar el Moviment per l'adreçament del PSUC a Mèxic, i va contactar amb l'exdirigent del PCE Jesús Hernández quan aquest també en va ser expulsat el 1944. Junts van emprendre la formació d'un partit comunista independent, en la línia del dirigent comunista iugoslau Tito, entre el 1950 i el 1953.
Quan es va allunyar d'Hernández el 1954, Del Barrio va impulsar l'anomenat Moviment d'Acció Socialista, amb seu a Tolosa de Llenguadoc i París, tot reclamant la celebració de la Comissió Organitzadora d'un congrés extraordinari de tots els comunistes que analitzés l'actuació del PCE des de la Conferència Nacional del 1937.
El 1954, durant el V Congrés del PCE celebrat a Praga, molts militants d'Acció Socialista a Mèxic van reingressar al partit però Dolores Ibárruri es va negar a rehabilitar tant José del Barrio com Jesús Hernández.
Mai no va deixar de buscar aliances amb altres sectors de l'exili que apostessin pel manteniment d'una oposició intransigent i essencialment republicana al règim franquista. A mitjans dels anys 50 va impulsar la creació d'un denominat Moviment Republicà Antifeixista d'Alliberament Hispà, i de la Unió Cívica Espanyola. El 1963 es va unir a Juan Perea Capulino i Vicente López Tovar per fundar el Moviment per la IIIa República i per la reconstitució de l'Exèrcit Republicà.
Va tornar en diverses ocasions a Espanya en recuperar-se la democràcia, va militar al Partit dels Socialistes de Catalunya. Va morir a París el 1989.
Arran de la seva mort el seu excompany Sebastià Piera el recordà amb aquestes praules: "La seva independència d’esperit de criteri i una inclinació pel personalisme el van fer turbulent i contestatari abans d’hora. Era difícilment compatible amb els criteris de moderantisme que aleshores eren la llei del partit. La “boltxevilització” del PSUC, que va significar entre altres coses una escombrada de quadres i dirigents eminents, també se’l va endur, malgrat una resistència aferrissada. Del Barrio, més tard, va ser “titista” i assegurava que ho va ser abans que Tito. Aviat va trencar va trencar amb aquest i va caure en la llarga nit del ressentiment fins a la seva mort. S'alegrava quan tenia noves dels companys d’armes, sense esbrinar quines eren les seves actituds polítiques. I era feliç quan els qui havíem compartit amb ell les angoixes de la guerra li manifestàvem respecte i estima."
El seu fons personal es troba dipositat al CRAI Biblioteca del Pavelló de la República de la Universitat de Barcelona. Consta de retalls de premsa, documents sobre les operacions militars durant la Guerra civil, mapes, correspondència, fotografies de front militar, documents d'organismes i institucions polítiques, correspondència amb ells i documents diversos.